# Neil Warnock
Neil Warnock, född 1 december 1948 i Sheffield, är en engelsk professionell fotbollstränare och före detta fotbollsspelare. Han är sedan februari 2024 interimtränare i Aberdeen.
Han ledde Queens Park Rangers till seger i Championship och uppflyttning säsongen 2010/2011, men fick sparken från klubben i januari 2012. I februari 2012 offentliggjordes att Warnock utsetts till ny manager Leeds United.
I april 2022 meddelade Warnock att han avslutade sin tränarkarriär efter 42 år som tränare. I februari 2023 gjorde Warnock dock comeback som tränare och skrev på ett kontrakt över resten av säsongen 2022/2023 med Huddersfield Town.